# ГЕС Solhom
ГЕС Solhom – гідроелектростанція на півдні Норвегії, за 75 км на південний схід від Ставангеру. Знаходячись після ГЕС Квінен, становить нижній ступінь у тій гілці гідровузла Сіра-Квіна, котра використовує ресурс із Квіни (тече в південному напрямку та впадає до затоки Північного моря Fedafjorden за сім десятків кілометрів на захід від Крістіансанна). При цьому станція Solhom передує ГЕС Тонстад, котра  розташована вже в долині Сіри (так само тече на південь до впадіння в Північне море, але західніше від Квіни).
Квіну на виході з озера Nesjene перекрили кам’яно-накидною греблею, яка разом з двома допоміжними спорудами того ж типу утримує водосховище з припустимим коливанням рівня поверхні між 677 та 715 метрів НРМ (у випадку повені можливе перевищення останнього показника ще на один метр), що забезпечує корисний об’єм у 274 млн м3. Можливо відзначити, що сховище поглинуло ще ряд природних озер – Kvivatn, Kvifjorden, Badstogfloni – мінімальний рівень води в яких коливається від 692 до 705 метрів НРМ.
Окрім природного стоку до резервуару подають додатковий ресурс з кількох напрямків, як то:
- з півночі від сховища Anghellervatn, створеного на лівій притоці Сіри річці Хона. Вихід з нього перекритий греблею, а перекидання води організовано через короткий канал у верхів’я Slattekvaevani, правої притоки Квіни;
- з заходу від сховища Guddilsvatn на Lilandsani, ще одній лівій притоці Сіри. В цьому випадку прокладено тунель до озера Nesjene;
- з південного сходу, де існують сховища Eivindsvatn та Vikevatn на Austola, лівій притоці Квіни, котра має устя нижче за озеро Nesjene. Від Eivindsvatn прокладено тунель довжиною біля 3,5 км, який на своєму шляху підхоплює ресурс з розташованого вище по течії Austola Vikevatn, після чого скидає воду до іншої лівої притоки Квіни річки Landslobekken. Остання так само впадає нижче за озеро Nesjene, але має в своїй течії греблю, котра дозволяє спрямувати ресурс в короткий тунель до головного резервуару.
Машинний зал спорудили поряд з греблею сховища Nesjene. Він обладнаний двома турбінами типу Френсіс потужністю по 100 МВт, які при напорі у 215 метрів забезпечують виробництво 695 млн кВт-год електроенергії на рік. 
Відпрацьована вода по тунелю довжиною 4,3 км прямує до наступного сховища на Квіні – Oyulvsvatnet/Homstolvatn.
Для видачі продукції використовують ЛЕП, розраховану на роботу під напругою 300 кВ.